# Bertil Hallberg
Karl Bertil Emanuel Hallberg, född 22 februari 1901 Adolf Fredriks församling i Stockholm, död 16 november 1965 i Boden i Norrbotten, var en svensk skådespelare.

## Filmografi
- 1936 – Samvetsömma Adolf
- 1936 – 65, 66 och jag
- 1936 – Johan Ulfstjerna
- 1937 – O, en så'n natt
- 1938 – Blixt och dunder
- 1938 – Bara en trumpetare
- 1939 – Landstormens lilla Lotta
- 1940 – Kronans käcka gossar
- 1945 – Rosen på Tistelön
- 1949 – Hur tokigt som helst
- 1951 – Livat på luckan

## Teater

### Roller (ej komplett)
| År   | Roll        | Produktion                      | Regi        | Teater   |
| ---- | ----------- | ------------------------------- | ----------- | -------- |
| 1934 | En detektiv | En hederlig man Sigfrid Siwertz | Alf Sjöberg | Dramaten |